# Marceau Garnier
Pour les articles homonymes, voir Garnier.
Pas d'image ? Cliquez ici
Marceau Garnier, né le 6 mars 2001, est un grimpeur français.

## Carrière
Marceau Garnier est médaillé d'argent en vitesse aux Jeux européens de 2023 à Tarnów.